# Synopsis (Basilicorum) maior
Die Synopsis (Basilicorum) maior ist ein mittelbyzantinisches Rechtsbuch.

## Beschreibung
Das Werk stellt eine alphabetisch geordnete Kurzfassung der sog. Basiliken dar. Es ist in einen religiösen Vorspann und die 24 Buchstaben (στοιχεῖα) des griechischen Alphabets gegliedert, die wiederum in (einen bis 72) Titel eingeteilt sind. Die mit einer Rubrik versehenen Titel enthalten in der Regel ein oder mehrere den Basiliken entnommene Kapitel im Wortlaut (mit genauer Stellenangabe), bisweilen auch nur Stellenhinweise.
Die in annähernd 50 Handschriften erhaltene Synopsis (Basilicorum) maior ist die am häufigsten überlieferte Sammlung des weltlichen Rechts aus mittelbyzantinischer Zeit. Einige Manuskripte enthalten zum Teil wertvolle Scholien. Meistens folgt dem Werk in der handschriftlichen Überlieferung ein Anhang, dessen wichtigste Bestandteile Novellen mittelbyzantinischer Kaiser bilden. Sowohl die Synopsis (Basilicorum) maior selbst als auch die Urform ihres Anhangs dürften auf Symeon Logothetes und die Zeit des Kaisers Nikephoros Phokas (963–969) zurückgehen.

## Edition
- Karl Eduard Zachariae von Lingenthal: Jus Graeco-Romanum, Bd. V, Leipzig 1869 (Ndr. in: Ioannis Zepos, Panagiotis Zepos: Jus Graecoromanum, Bd. V, Athen 1931 [Ndr. Aalen 1962])